# Gainestown
 (mai 2018).
Si vous disposez d'ouvrages ou d'articles de référence ou si vous connaissez des sites web de qualité traitant du thème abordé ici, merci de compléter l'article en donnant les références utiles à sa vérifiabilité et en les liant à la section « Notes et références ».
Le Gainestown, ou Nehalem-EP, d'Intel est un microprocesseur pour serveur appartenant à la famille Nehalem. 
Les Gainestown appartiennent tous à la gamme Xeon et sont destinés aux serveurs avec deux processeurs. Ils ont deux (modèle E5502) ou quatre cœurs, et 1 ou 2 Mio de mémoire cache de niveau 3 par cœur.  
Les premiers processeurs Gainestown sont apparus sur le marché en mars 2009.

## Liste des processeurs Gainestown
| Modèle     | Nb. cœurs | FSB     | Mult. | Fréquence | Mult. QPI | QPI (2x)  | Cache L1 | Cache L2  | Mult. L3 | Fréq. L3 | Cache L3 | TDP   | Date de sortie |
| ---------- | --------- | ------- | ----- | --------- | --------- | --------- | -------- | --------- | -------- | -------- | -------- | ----- | -------------- |
| Xeon W5590 | 4         | 133 MHz | 25x   | 3,33 GHz  | 24x       | 6400 MT/s | 4×64 Kio | 4×256 Kio | 20x      | 2,67 GHz | 8 Mio    | 130 W | 05/08/2009     |
| Xeon W5580 | 4         | 133 MHz | 24x   | 3,20 GHz  | 24x       | 6400 MT/s | 4×64 Kio | 4×256 Kio | 20x      | 2,67 GHz | 8 Mio    | 130 W | 30/03/2009     |
| Xeon X5570 | 4         | 133 MHz | 22x   | 2,93 GHz  | 24x       | 6400 MT/s | 4×64 Kio | 4×256 Kio | 20x      | 2,67 GHz | 8 Mio    | 95 W  | 30/03/2009     |
| Xeon X5560 | 4         | 133 MHz | 21x   | 2,80 GHz  | 24x       | 6400 MT/s | 4×64 Kio | 4×256 Kio | 20x      | 2,67 GHz | 8 Mio    | 95 W  | 30/03/2009     |
| Xeon X5550 | 4         | 133 MHz | 20x   | 2,67 GHz  | 24x       | 6400 MT/s | 4×64 Kio | 4×256 Kio | 20x      | 2,67 GHz | 8 Mio    | 95 W  | 30/03/2009     |
| Xeon E5540 | 4         | 133 MHz | 19x   | 2,53 GHz  | 22x       | 5867 MT/s | 4×64 Kio | 4×256 Kio | 16x      | 2,13 GHz | 8 Mio    | 80 W  | 30/03/2009     |
| Xeon E5530 | 4         | 133 MHz | 18x   | 2,40 GHz  | 22x       | 5867 MT/s | 4×64 Kio | 4×256 Kio | 16x      | 2,13 GHz | 8 Mio    | 80 W  | 30/03/2009     |
| Xeon L5530 | 4         | 133 MHz | 18x   | 2,40 GHz  | 22x       | 5867 MT/s | 4×64 Kio | 4×256 Kio | 16x      | 2,13 GHz | 8 Mio    | 60 W  | 05/08/2009     |
| Xeon E5520 | 4         | 133 MHz | 17x   | 2,27 GHz  | 22x       | 5867 MT/s | 4×64 Kio | 4×256 Kio | 16x      | 2,13 GHz | 8 Mio    | 80 W  | 30/03/2009     |
| Xeon L5520 | 4         | 133 MHz | 17x   | 2,27 GHz  | 22x       | 5867 MT/s | 4×64 Kio | 4×256 Kio | 16x      | 2,13 GHz | 8 Mio    | 60 W  | 30/03/2009     |
| Xeon L5518 | 4         | 133 MHz | 16x   | 2,13 GHz  | 22x       | 5867 MT/s | 4×64 Kio | 4×256 Kio | 16x      | 2,13 GHz | 8 Mio    | 60 W  | 30/03/2009     |
| Xeon L5508 | 2         | 133 MHz | 15x   | 2,00 GHz  | 22x       | 5867 MT/s | 2×64 Kio | 2×256 Kio | 16x      | 2,13 GHz | 8 Mio    | 38 W  | 30/03/2009     |
| Xeon E5506 | 4         | 133 MHz | 16x   | 2,13 GHz  | 18x       | 4800 MT/s | 4×64 Kio | 4×256 Kio | 12x      | 1,60 GHz | 4 Mio    | 80 W  | 30/03/2009     |
| Xeon L5506 | 4         | 133 MHz | 16x   | 2,13 GHz  | 18x       | 4800 MT/s | 4×64 Kio | 4×256 Kio | 12x      | 1,60 GHz | 4 Mio    | 60 W  | 30/03/2009     |
| Xeon E5504 | 4         | 133 MHz | 15x   | 2,00 GHz  | 18x       | 4800 MT/s | 4×64 Kio | 4×256 Kio | 12x      | 1,60 GHz | 4 Mio    | 80 W  | 30/03/2009     |
| Xeon E5502 | 2         | 133 MHz | 15x   | 2,00 GHz  | 18x       | 4800 MT/s | 2×64 Kio | 2×256 Kio | 12x      | 1,60 GHz | 4 Mio    | 80 W  | 30/03/2009     |